# Oectropsis latifrons
Oectropsis latifrons là một loài bọ cánh cứng trong họ Cerambycidae.